# آداما سوادوغو
آداما سوادوغو (بالفرنسية: Adama Sawadogo)‏ (20 يناير 1990 واغادوغو بوركينا فاسو - ) هو لاعب كرة قدم باركينسي، شارك في كأس الأمم الأفريقية 2012.

## روابط خارجية
- آداما سوادوغو على موقع قاعدة بيانات كرة القدم.إي يو (الإنجليزية)
- آداما سوادوغو على موقع ناشيونال فوتبول تيمز (الإنجليزية)
- آداما سوادوغو على موقع عالم كرة القدم.نت (الإنجليزية)